# Кинг, Мартин Лютер III
Ма́ртин Лю́тер Кинг III (англ. Martin Luther King III; 23 октября 1957 года, Монтгомери, Алабама, США) — общественный деятель и правозащитник. Старший сын Мартина Лютера Кинга.

## Биография

### Ранние годы и карьера
Мартин Лютер Кинг III родился 23 октября 1957 года в семье Мартина Лютера Кинга-младшего и Коретты Скотт Кинг. Мать неохотно согласилась дать своему первенцу имя отца, представляя трудности, которые могут в связи с этим выпасть на долю сына, но Кинг-младший всегда хотел назвать сына Мартин Лютер Кинг III.
Кинг рос в городе Вайн близ Атланты, Джорджия. Ему было десять лет, когда его отец Мартин Лютер Кинг был убит. Кинг до поры зрелости рос у матери в доме его детства. Кинг был стеснительным парнем и редко выходил в общество, и по утверждению друзей был трудоголиком, отчасти потому, что старался всеми силами оправдать имя своего отца. Один его друг, Преподобный Рандэл Осборн, говорил о Кинге: «Наблюдать за ним было сродни наблюдению за кем-либо, кто старается перегнать самого себя. Это как если бы перед ним был призрак, и он пытался все время его поймать». Мартин Лютер Кинг III является членом Братства Альфа Фи Альфа, как и его отец в студенческие годы.
Учился в том же колледже (Морхаус-колледж), что и его отец, и дед, где получил степень бакалавра политических наук в 1979 году. 
26 июня 1985 года Мартин Лютер Кинг был арестован вместе со своей матерью и сестрой, Бернис Кинг, во время участия в пикете против апартеида в Южной Африке в Вашингтоне.
Кинг был избран окружным уполномоченным в прилегающем к Атланте поселке Фултон с 1987 по 1993 год.

### Конференция южного христианского руководства
В 1997 году Кинг единогласно был избран президентом организации Конференция южного христианского руководства (SCLC), правозащитной организации, основанной его отцом. Кинг был четвертым её президентом, пришедшим на смену Джозефу Лоуэри. В первые годы правления организация открыла новые отделения в стране и боролась с жестокостью полиции. Во время правления Кинга прошли слушания по делу жестокости полиции, инициированные ACLC, также были организованы марши в честь 37-й годовщины речи Мартина Лютера Кинга-младшего «У меня есть мечта» и успешная кампания по смене флага штата Джорджия, на котором до этого был изображен огромный крест Конфедеративных Штатов Америки.

### Дальнейшая карьера
В 2004 году Кинг ушёл из ACLC для того, чтобы, как он выразился, «принимать трудные решения», которые в результате повлияют на будущие поколения, был президентом и главным исполнительным директором Центра Кинга за мирные социальные перемены вместе со своим братом Декстером Скотом Кингом, занимающим пост председателя.
В 2006 году Кинг основал организацию «Воплощение мечты», которая позже вошла в структуру «Центра Кинга». 29 марта 2008 года Кинг бросил первую подачу на матче  «Игры за гражданские права» Главной лиги бейсбола.
В 2007 году Мартин Лютер Кинг совершил поездку по Азии с рабочим визитом к президенту Филиппин Глории Макапагал-Арройо во время проведения Глобального фестиваля мира, где он выступил с публичным обращением пред публикой в 250 тыс. человек.
Мартин Лютер Кинг выступал с речью на Национальном съезде демократической партии 2008 года от имени кандидата на пост президента США сенатора Барака Обамы 28 августа 2008 года. Мероприятие ознаменовало 45-ю годовщину произнесения речи «У меня есть мечта» и событие, когда впервые афроамериканец был избран основной партией, чтобы баллотироваться в президенты. Кинг сказал, что «его отец гордился бы Бараком Обамой, гордился бы партией, избравшей его, и гордился бы Америкой, которая изберет его». «Но давайте не забывать, что мечта моего отца может так и остаться неосуществленной, даже если Обама станет президентом: в стране плохая система здравоохранения, образования, жилищного рынка и судебной системы, и мы должны закатить рукава и работать, чтобы быть уверенными, что его мечта осуществится».
В 2009 году на общенациональном празднике Мартина Лютера Кинга, отмечающемся 19 января, Барак Обама присоединился к Кингу во время покраски и меблировки приюта для малолетних беспризорников, чтобы поддержать день добровольных общественных работ, проходящих по всей стране одновременно с празднованием Дня Кинга.
Мартин Лютер Кинг III произнёс речь на поминальной службе Майкла Джексона 7 июля 2009 года, а также на похоронах Майкла Джексона в Стэйплс-центре в Лос-Анджелесе, Калифорния, вместе со своей сестрой Бернис Кинг. Кроме того, он выступал в качестве приглашенного лектора в Университете штата Нью-Йорк в Кантоне.
28 августа 2010 года вместе с Алом Шарптоном и многими другими правозащитниками участвовал в марше памяти Мартина Лютера Кинга в честь 47-й годовщины «Марша на Вашингтон», который совпал с проходившим на том же месте маршем Гленна Бека. Кинг написал публицистическую статью в Вашингтон Пост с взвешенной оценкой мероприятия Бека. «Достойно похвалы, что марш Гленна Бека отдает должное храбрым мужчинам и женщинам наших вооружённых сил…Его организаторы также указали, что целью проведения марша было почтить Мартина Лютера Кинга мл.». Он также добавил:
…Мой отец… первым бы сказал, что участники ралли Бека имеют право выразить свои взгляды. Но в его мечте не было места демагогии и любым формам дискриминации и нетерпимости, будь то на расовой почве, на почве вероисповедания, национальности или политических взглядов. …Всю свою жизнь он выступал в защиту сострадания к бедным… Крайне религиозный, ...мой отец никогда не заявлял, что у него есть исключительный «план» по донесению Божьего слова до какой-то определенной группы или идеологии. …Я молюсь о том, чтобы американцы приняли вызов для достижения социальной справедливости и того духа единства, который мой отец разделял со своими соотечественниками. 
19 сентября 2010 года Кинг получил самую престижную премию Индии Памятную всемирную премию Рамакришны Баджадж за выдающийся вклад в развитие прав человека на 26-й церемонии вручения всемирной премии Академии Приядаршни в Мумбае, Индия.

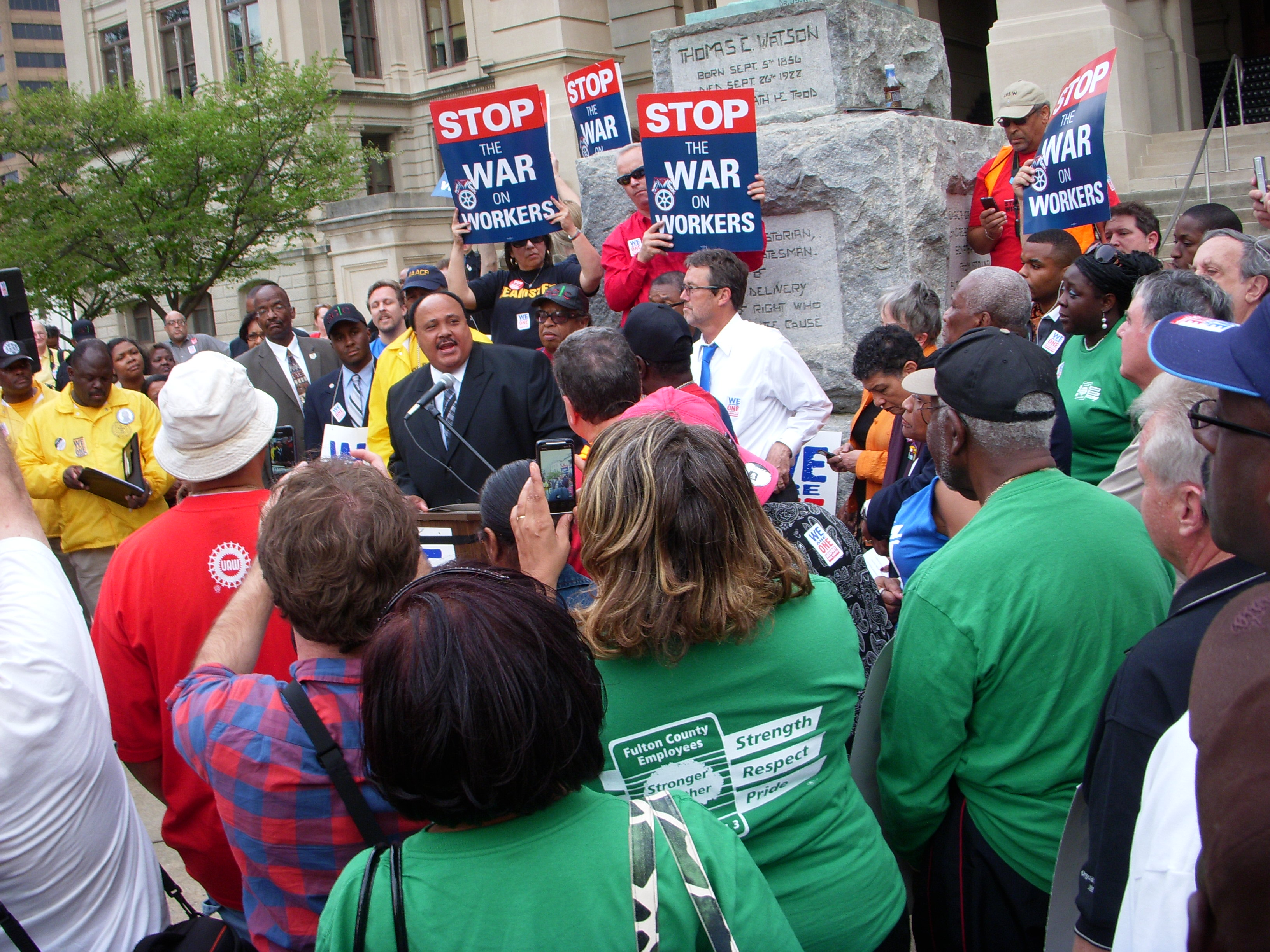
Протесты 4 апреля

4 апреля 2011 года, в 43-ю годовщину в память покушения на его отца, Кинг участвовал в руководстве демонстрациями по всей стране за права на заключение коллективных договоров рабочих госпредприятий в Висконсине и других штатах. Кинг руководил массовой демонстрацией в Атланте и выступал перед толпой сторонников в Капитолии штата Джорджия, призывая их к «защите своих прав заключать коллективные договора учителей, водителей автобусов, полиции, пожарных и других рабочих госпредприятий и муниципалитета, которые обучают, защищают и обслуживают наших детей и наши семьи».

## Семья
Мать Мартина Лютера Кинга III Коретта Скотт Кинг умерла 30 января 2006 года. На её похоронах 7 февраля президент Билл Клинтон назвал ответственность её детей по продолжению миссии их отца «тяжёлым бременем» и просил присутствующих молиться за их семью. Его братья и сёстры — Декстер Скот Кинг, д-р Бернис Альбертина Кинг и Йоланда Кинг. В мае 2006 года Кинг женился на давней своей подруге Андреа Уотерс. 25 мая 2008 года у четы родилась девочка Йоланда Рини Кинг, первая внучка Мартина Лютера Кинга и Коретты Скот Кинг. Её назвали в честь её тети, покойной Йоланды Кинг, которая умерла от сердечного приступа в возрасте 51 год в Санта-Монике, Калифорния годом ранее.